# Jean Sutton
Eugenia „Jean“ Geneva Sutton (geboren als Eugenia Geneva Hansen am 5. Juli 1915 in Denmark, Wisconsin; gestorben am 29. Mai 2003) war eine amerikanische Science-Fiction-Autorin, die zusammen mit ihrem Mann Jeff Sutton sechs Romane schrieb, die sich hauptsächlich an Jugendliche richteten.

## Leben
Sie war die Tochter von Christopher Hansen und von Mary Honora, geborene Baumgart. Sie studierte von 1934 bis 1937 an der University of Wisconsin in Madison und dann an der University of California in Los Angeles, wo sie 1940 mit einem Bachelor in Wirtschaftswissenschaft abschloss. Danach arbeitete sie im Personalwesen bei US Steel in Los Angeles, dann ab 1942 bei einer Baufirma in San Diego, ab 1945 arbeitete sie als Dreher bei Douglas Aircraft in Santa Monica, danach als Sozialarbeiterin in Los Angeles und von 1949 bis 1952 war sie Sekretärin des San Diego City Council. 1959 erwarb sie den Master in Erziehungswissenschaft an der San Diego State University. Von 1958 bis 1971 war sie High-School-Lehrerin für Sozialkunde am Grossmont Union High School District in San Diego.
Sie war seit 1941 mit dem Avionik-Consultant Jeff Sutton verheiratet und hatte mit ihm einen Sohn (geboren 1946) und eine Tochter (geboren 1952). Jeff Sutton hatte 1958 begonnen, Science-Fiction-Romane zu schreiben. Der erste von Jean Sutton in Zusammenarbeit mit ihrem Mann geschriebene Roman The River erschien 1966, in dem die Erfahrungen ihres Mannes beim Krieg im Pazifik verarbeitet werden, insbesondere bei der Schlacht um Guadalcanal. Die folgenden Bücher waren Science-Fiction für Jugendliche, die als spannend und lebendig geschriebene, aber konventionelle SF eingeschätzt werden. Dazu gehört The Beyond (1968, deutsch als Die Welt der Ausgestoßenen), in der ESP-Begabte auf einen Gefängnisplaneten verbannt werden, und Lord of the Stars (1969), eine Space Opera, in der ein jugendlicher Held gegen ein galaktisches Alien-Imperium kämpft. Zwei dieser Romane wurden auch ins Deutsche übersetzt.
Ihr Ehemann starb 1979. 2003 ist Sutton im Alter von 87 Jahren gestorben.

## Bibliografie
Alle Romane in Kollaboration mit Jeff Sutton.
- The River (1966)
- H-Bomb Over America (1967)
- The Beyond (1968)
  - Deutsch: Die Welt der Ausgestoßenen. Moewig (Terra Nova #82), 1969.
- The Programmed Man (1968)
  - Deutsch: Der programmierte Mensch. Moewig (Terra Taschenbuch #169), 1969.
- Lord of the Stars (1969)
- Alien from the Stars (1970)
- The Boy Who Had the Power (1971)